# 李从信
李从信（?—?），祖籍隴西郡成紀县（今甘肅省天水市），五代十国时南唐元宗李璟之少子，是李後主之弟。
李璟去世后，后主李煜即位，封弟弟李从信为文阳郡公。宋灭南唐，李从信随李煜归附宋朝，宋太祖命李从信为右监门卫大将军。李从信卒年不详。